# Rappehorn
Rappehorn är en bergstopp i Schweiz.   Den ligger i distriktet Goms och kantonen Valais, i den södra delen av landet, 90 km sydost om huvudstaden Bern. Toppen på Rappehorn är 3 158 meter över havet, eller 92 meter över den omgivande terrängen. Bredden vid basen är 0,33 km.
Terrängen runt Rappehorn är huvudsakligen bergig, men åt sydost är den kuperad. Runt Rappehorn är det mycket glesbefolkat, med 7 invånare per kvadratkilometer.. Närmaste större samhälle är Fiesch, 10,2 km väster om Rappehorn. 
Trakten runt Rappehorn består i huvudsak av gräsmarker.